# Штарк
Штарк (пуни правни назив: Соко Штарк д. о. о. Београд) је прехрамбено предузеће које се налази у Београду, у Србији. Оно по чему је предузеће познато је производња слаткиша, кекса и чоколаде. Међу најпознатије производе Штарка убрајају се оригинални слаткиш Бананица, чоколада Најлепше жеље, флипс производ Смоки и чоколада за кување Менаж.

## Историја
Данашње предузеће Штарк је основано 1922. године у Земуну. Основао га је официр француског корпуса на Солунском фронту Даниел Д. Песмажу (фр. Daniel S. Pechmajoue), који је по завршетку Првог светског рата остао у Југославији, као обавештајац. Песмажу је 1922. основао увозно-извозну фирму Лоуит С. А. и временом се потпуно посветивши привреди. Због високих царина већ 1924. године окренуо је производњу, допремивши из Француске половне машине и основавши фабрику чоколаде „Etablisman Pechmajou & Gie Louit”.
После Песмажуове смрти, 1927. године, фабрику је преузео Марсел Баслар, такође Француз, који мења име фабрике у Рода (фр. La Cigogne). Финансијске тешкоће, у које је фирма запала по смрти свог оснивача, брзо су преброђене и нови власник чак проширује делатност на производњу пасте за зубе „ботот”, која је прављена по његовој личној рецептури. Проширена су и производна одељења, па фабрика 1935. године запошљава 200 радника и један је од најјачих објеката лаке индустрије у граду. У фабрици Рода настала је прва српска чоколада по имену Рода, која је претеча данашње чоколаде за кување Менаж. Године 1938. фабрика Рода избацује на тржиште и оригинални слаткиш, Крем банану, за који је њен творац Фрања Ваја, велики стручњак за чоколаду и чоколадне дезерте, пореклом Мађар из Вршца награђен за нови производ на тржишту. Овај производ, под именом Бананица и данас је један од омиљених слаткиша у Србији и региону.
По избијању Другог светског рата, Баслар се враћа у Француску, а рад се наставља под контролом окупатора, али са смањеним капацитетом, због недостатка какаовца. Све време током рата у фабрици је деловала јака ћелија Комунистичке партије, основана 1940. године.
Од последњег власника Попадића фабрика је национализована 1946. године, променивши име у Нада Штарк, по Нади Штарк (1903—1944), рођеној Кулунџић, бомбонџијској радници из Осијека, која је као припадница КПЈ и партизанског покрета била ухапшена од стране усташа и убијена 1944. године у логору Стара Градишка.
У послератном периоду фабрика Нада Штарк наставља рад, брзо се афирмишући као једна од најпознатијих југословенских фабрика чоколаде и бомбона. Већ 1960. године има готово 500 запослених и производи преко 2.000 тона слаткиша годишње. Године 1966. фабрика је интегрисана са Првом парном пекаром „Соко”, такође из Земуна и преименована у Соко — Нада Штарк, а касније у Соко Штарк. Године 1975. је отворена нова фабрика на Вождовцу у коју су пресељени опрема и машине из Земуна.
У послератном периоду компанија је била друштвеног статуса и вођена је по принципу самоуправљања, где су сами запослени имали моћ у одлучивању као и моћ да купе акције. Ова политика је настављена све до почетка деведесетих, када се СФРЈ распала и многа друштвена предузећа, па самим тим и Соко Штарк, ушла у процес транзиције. 2001. године компанија је у Београдском Трговинском суду променила свој статус у акционарско друштво и ушла као таква на слободно тржиште, мењајући свој бренд у Штарк, док стари бренд Соко Штарк и даље стоји у називу ове компаније.
По наступању демократских промена у Србији, после бројних својинских трансформација, 2010. године компанија Соко Штарк је интегрисана у мултинационалну компанију Атлантик груп, са седиштем у Загребу.

## Производи
- Бомбоњере
- Најлепше жеље, чоколада се производи са различитим саставима (млечна чоколада, млечна чоколада пуњена чоколадним кремом, млечна чоколада са сувим грожђем, млечна чоколада пуњена кремом од јагода, црна чоколада пуњена ментол кремом) и у различитим величинама (50g, 100g, 200g, 300g)
- Пишкоте
- Чајни кекс
- Чоколадна бананица
- Слани производи (најпознатији су Смоки, Смоки Смокић и Прима слани штапићи)
- Наполитанке

## Занимљивости
- Према Штарковом сајту, 23 милиона сланих Прима штапића се произведе годишње, са око 45 штапића по кеси. Сваки штапић је око 12 cm дугачак.
- Такође се наводи да је најпродаванији производ компаније Чоколадна бананица, и да се годишње прода око 66 милиона бананица.[4]